# Tuffi ai campionati europei di nuoto 2014 - Trampolino 3 metri sincro maschile
La competizione di tuffi dal trampolino 3 metri sincro maschile dei campionati europei di nuoto 2014 si è disputata il 22 agosto 2014. Le coppie di atleti ammesse al turno preliminare sono state 9, di cui 8 hanno avuto accesso alla finale. La medaglia d'oro è stata vinta dai russi Il'ja Zacharov e Evgenij Kuznecov, che hanno preceduto i tedeschi Patrick Hausding e Stephan Feck, argento, ed agli ucraini Oleksandr Horškovozov e Illja Kvaša, bronzo.

## Medaglie
| Posizione | Atleti                            | Paese    |
| --------- | --------------------------------- | -------- |
| Oro       | Il'ja Zacharov Evgenij Kuznecov   | Russia   |
| Argento   | Patrick Hausding Stephan Feck     | Germania |
| Bronzo    | Oleksandr Horškovozov Illja Kvaša | Ucraina  |

## Risultati
Il  turno preliminare si è disputato alle ore 12:00, la finale alle ore 16:00.
In verde sono indicati gli atleti ammessi alla finale.
| Pos. | Atleti                              | Nazionalità   | Eliminatorie | Eliminatorie | Finale | Finale |
| Pos. | Atleti                              | Nazionalità   | Punti        | Pos.         | Punti  | Pos.   |
| ---- | ----------------------------------- | ------------- | ------------ | ------------ | ------ | ------ |
|      | Il'ja Zacharov Evgenij Kuznecov     | Russia        | 436.41       | 1            | 464.64 | 1      |
|      | Patrick Hausding Stephan Feck       | Germania      | 413.97       | 2            | 438.15 | 2      |
|      | Oleksandr Horškovozov Illja Kvaša   | Ucraina       | 408.39       | 3            | 433.98 | 3      |
| 4    | Michele Benedetti Giovanni Tocci    | Italia        | 386.04       | 5            | 400.59 | 4      |
| 5    | Chris Mears Jack Laugher            | Gran Bretagna | 399.15       | 4            | 391.98 | 5      |
| 6    | Constantin Blaha Fabian Brandl      | Austria       | 365.28       | 8            | 383.19 | 6      |
| 7    | Andrzej Rzeszutek Kacper Lesiak     | Polonia       | 372.39       | 6            | 381.36 | 7      |
| 8    | Stefanos Paparounas Michail Fafalis | Grecia        | 368.01       | 7            | 368.37 | 8      |
| 9    | Andrei Pawluk Jaŭhen Karalëŭ        | Bielorussia   | 363.39       | 9            |        |        |